# Recycling-Code
Recycling-Codes werden zur Bestimmung von Materialien verwendet, um das Recyclingverfahren zu erleichtern. Die Codes bestehen aus einer Nummer und können auch ein Buchstabenkürzel tragen. Sie unterscheiden die Verpackungsmaterialien Kunststoffe, Papier- und Pappsorten, Metalle, Holzmaterialien, Textilien, Glassorten und Verbundstoffe. Das Dreieck als Symbolform ist nicht vorgeschrieben.

## Entstehung
Die Codierung der Materialien ist weltweit unterschiedlich. Das System wurde 1997 in der Europäischen Union gemäß der Richtlinie 94/62/EG über Verpackungen und Verpackungsabfälle durch Kommissionsentscheidung 97/129/EG eingeführt. In Deutschland regelt seit 2019 das Verpackungsgesetz vom 5. Juli 2017 (BGBl. I S. 2234) Nummern und Abkürzungen zur Identifizierung von Verpackungsmaterial in § 6. Das chinesische System zur Identifizierung von Polymeren umfasst beispielsweise sieben verschiedene Klassifizierungen von Kunststoffen und 140 Identifizierungscodes. In der Schweiz gibt es keine gesetzlichen Vorschriften, was auf einem Produkt oder dessen Verpackung bezüglich Entsorgung stehen muss. Es gibt auch keine Deklarationspflicht für Materialien. Bei Werbeaussagen (z. B. «Verpackung recyclingfähig») kommt das Lauterkeitsrecht zur Anwendung. Dieses schreibt vor, dass Informationen, die dem Kunden vermittelt werden, richtig und wahr sein müssen und nicht irreführend sein dürfen.
In einer alten Form als Recycling-Code sollte die symbolische Verwendung der zyklischen Pfeile seit den 1970er Jahren den Eindruck vermitteln, dass es sich um eine Rückführung in den Wiederverwertungskreislauf (Recycling) handelt. Vielmehr besteht der Code gesetzlich nur aus einer Nummer, die das Material kennzeichnet und eine Sortierung durch den Verbraucher ermöglichen soll. Zumeist wird darunter auch noch ein Kürzel angegeben, das die Werkstoffgruppe angibt. Weil dieses Kürzel variieren kann (z. B. PET aber auch PETE ist möglich), ist die Nummer das Ausschlaggebende.

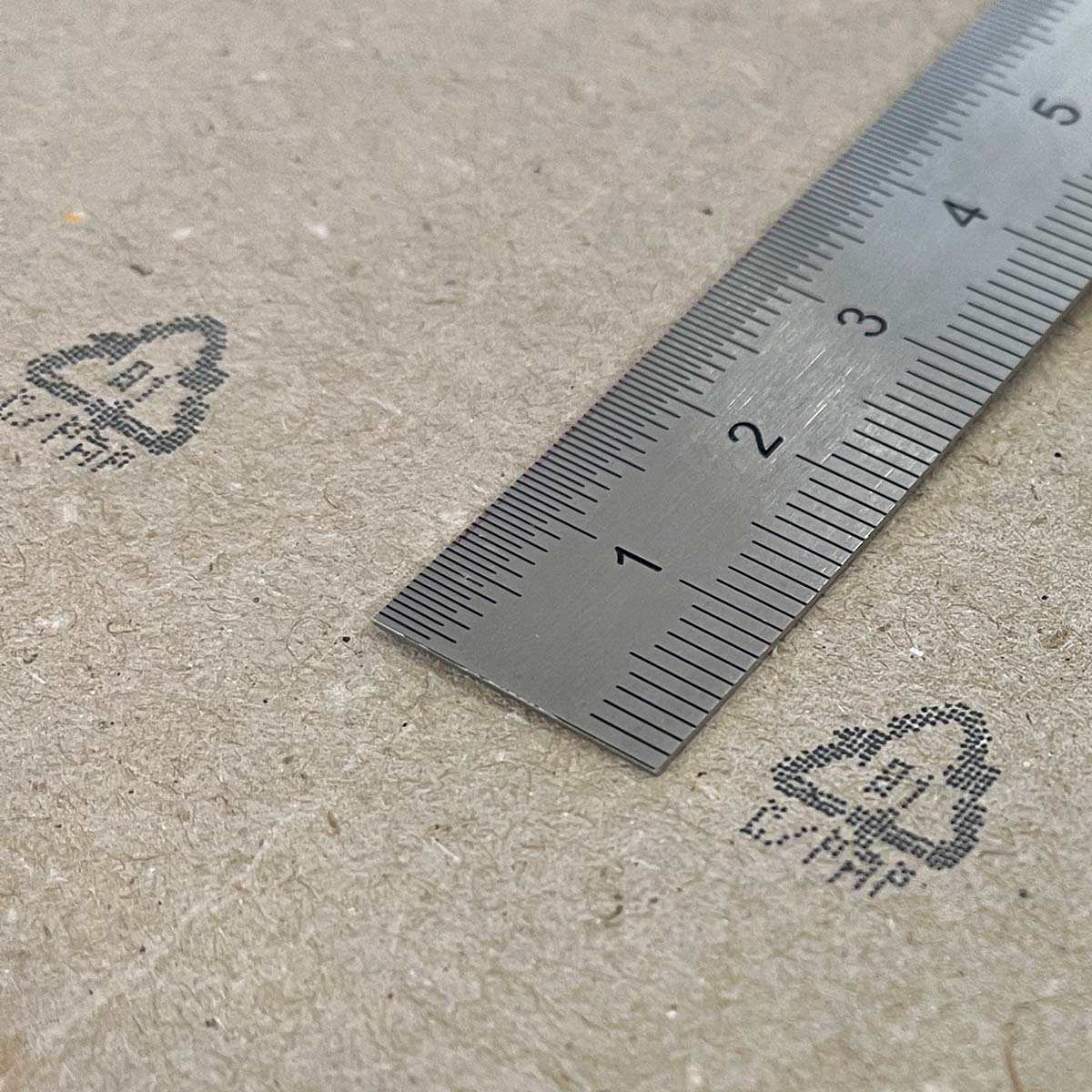
Materialcode-Kennzeichnung auf einer Verpackung mit Abmessung

Die Kennzeichnungen für Kunststoffe (Nummern 01 bis 07) wurden unter der Bezeichnung SPI resin identification coding system 1988 erstmals von der Society of the Plastics Industry (SPI) veröffentlicht. Die Buchstabenkürzel für Kunststoffe basieren auf den genormten Kurzzeichen für Kunststoffe. Das Symbol wurde 2013 in ein einfaches Dreieck umgewandelt. Die ASTM begründet dies mit dem Fokus auf die Materialidentifkation und explizit nicht mit dem Recycling.

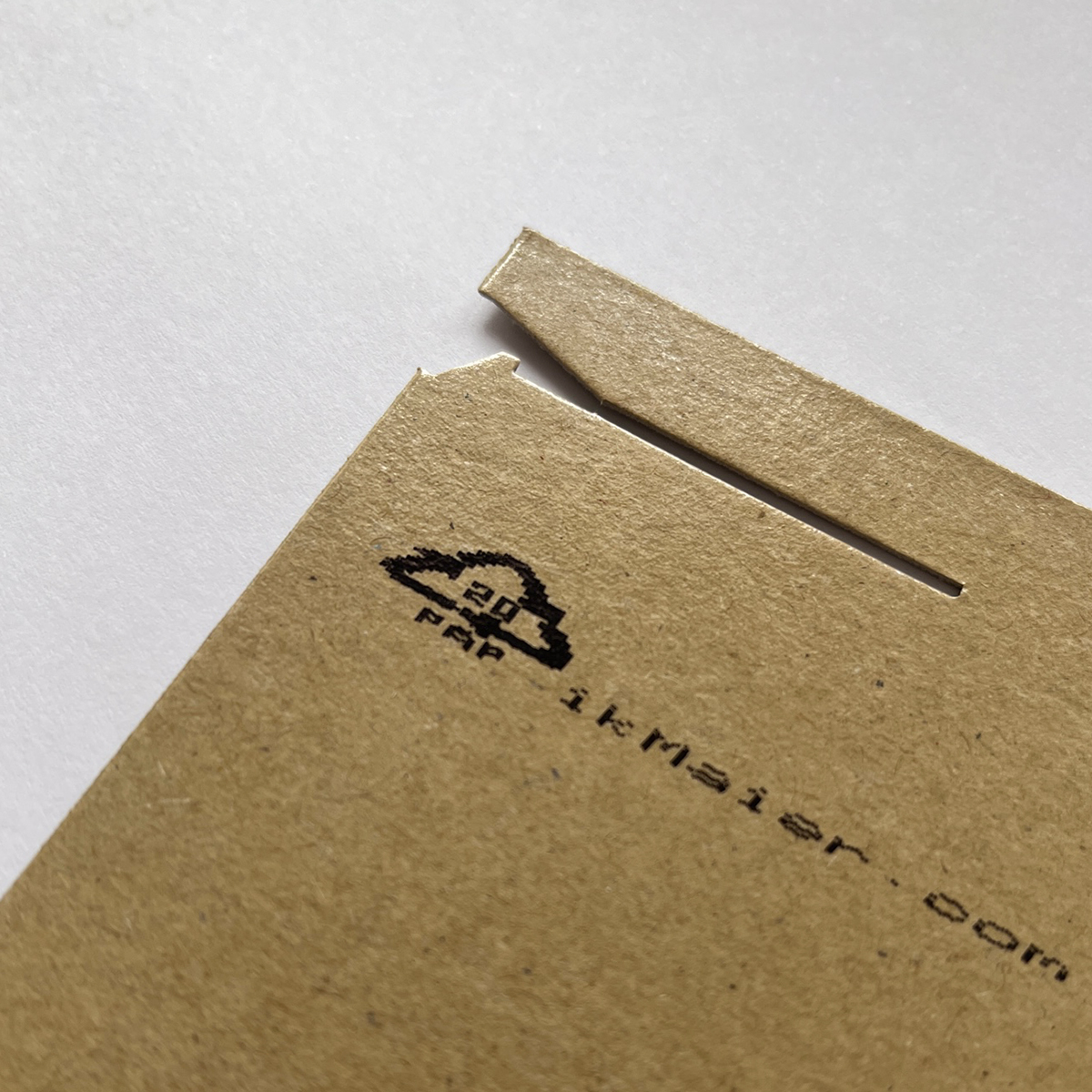
Materialcode-Kennzeichnung auf Karton

Um den Sortieraufwand zu reduzieren, werden die Wertstoffe teilweise mit Unterstützung des Konsumenten vor der Wiederverwertung vorsortiert. Zu diesem Zweck haben viele Städte Recyclinghöfe zur Entsorgung von Wertstoffen eingerichtet. Diese können neben dem in Deutschland etablierten System „Grüner Punkt“ und dem Entsorgen von Altglas an den entsprechenden Sammelstellen genutzt werden.
Dieselbe Struktur in Bezug auf Polymere findet sich in der Norm ASTM D7611. Außerdem gibt es für Kunststoffe eine chinesische Norm mit einer weitaus feineren Unterteilung der verschiedenen Polymere.

## Material-Nummern
| Material-Nummer | Kürzel                                                   | Name des Werkstoffs | Verwendung/Recycling zu                                                                                              |
| --------------- | -------------------------------------------------------- | --- | --- |
| 1-PETE          | PET oder PETE                                            | Polyethylenterephthalat | Polyesterfasern, Folien, Flaschen für Lebensmittel und andere Flüssigkeiten, Lebensmittelverpackungen                |
| 2-HDPE          | PE-HD oder HDPE                                          | Polyethylen High-Density | Kunststoffflaschen, Abfalleimer, Kunststoffrohre, Kunstholz                                                          |
| 3-V             | PVC                                                      | Polyvinylchlorid | Fensterrahmen und Rohre                                                                                              |
| 4-LDPE          | PE-LD oder LDPE                                          | Polyethylen Low-Density | Kunststofftaschen, Eimer, Seifenspenderflaschen, Kunststofftuben, Folien                                             |
| 5-PP            | PP                                                       | Polypropylen | Stoßstangen, Innenraumverkleidungen, Industriefasern, Lebensmittelverpackungen, DVD- und Blu-ray-Hüllen, Blumentöpfe |
| 6-PS            | PS                                                       | Polystyrol | Spielzeug, Pflanztrays, Videokassetten, CD-Hüllen, Koffer, Schaumpolystyrol, Lebensmittelverpackungen                |
| 7-OTHER         | O (OTHER)                                                | Andere Kunststoffe wie Polycarbonat (PC), Polyamid (PA), Acrylnitril-Butadien-Styrol (ABS), Polymethylmethacrylat (PMMA), Polylactide (PLA), u. a. | Die Nr. 7 ist weder in der deutschen Verpackungsverordnung noch in der europäischen Verpackungsrichtlinie definiert. |
| 20-PAP          | PAP                                                      | Wellpappe | Verpackungen |
| 21-PAP          | PAP                                                      | Sonstige Pappe | Verpackungen |
| 22-PAP          | PAP                                                      | Papier | Zeitungen, Zeitschriften etc.                                                                                        |
| 40-FE           | FE                                                       | Stahl | Stahl |
| 41-ALU          | ALU                                                      | Aluminium | Aluminium und Aluminiumlegierungen                                                                                   |
| 50-FOR          | FOR                                                      | Holz | |
| 51-FOR          | FOR                                                      | Kork | Korken (in Flaschen), Dämmmaterial, Bodenbeläge                                                                      |
| 60-TEX          | TEX                                                      | Baumwolle | |
| 61-TEX          | TEX                                                      | Jute | |
| 70-GL           | GL                                                       | Farbloses Glas | „Neues“ Glas |
| 71-GL           | GL                                                       | Grünes Glas | „Neues“ Glas |
| 72-GL           | GL                                                       | Braunes Glas | „Neues“ Glas |
| 80              | Verbundstoffe: C/X mit X=Abkürzung des Hauptbestandteils | Papier und Pappe/verschiedene Metalle | |
| 81              | Verbundstoffe: C/X mit X=Abkürzung des Hauptbestandteils | Papier und Pappe/Kunststoff | |
| 82              | Verbundstoffe: C/X mit X=Abkürzung des Hauptbestandteils | Papier und Pappe/Aluminium | |
| 83              | Verbundstoffe: C/X mit X=Abkürzung des Hauptbestandteils | Papier und Pappe/Weißblech | |
| 84 C/PAP        | Verbundstoffe: C/X mit X=Abkürzung des Hauptbestandteils | Papier und Pappe/Kunststoff/Aluminium | |
| 85              | Verbundstoffe: C/X mit X=Abkürzung des Hauptbestandteils | Papier und Pappe/Kunststoff/Aluminium/Weißblech | |
| 90 C/LDPE       | Verbundstoffe: C/X mit X=Abkürzung des Hauptbestandteils | Kunststoff/Aluminium | |
| 91              | Verbundstoffe: C/X mit X=Abkürzung des Hauptbestandteils | Kunststoff/Weißblech | |
| 92              | Verbundstoffe: C/X mit X=Abkürzung des Hauptbestandteils | Kunststoff/verschiedene Metalle | |
| 95              | Verbundstoffe: C/X mit X=Abkürzung des Hauptbestandteils | Glas/Kunststoff | |
| 96              | Verbundstoffe: C/X mit X=Abkürzung des Hauptbestandteils | Glas/Aluminium | |
| 97              | Verbundstoffe: C/X mit X=Abkürzung des Hauptbestandteils | Glas/Weißblech | |
| 98              | Verbundstoffe: C/X mit X=Abkürzung des Hauptbestandteils | Glas/verschiedene Metalle | |